# Provincia de Yusufía
La provincia de Youssoufia (en árabe إقليم اليوسفية, iqlīm al-Yūsufiyya; en amazic ⵜⴰⵙⴳⴰ ⵏ  ⵍⵉⵡⵙⵓⴼⵉⵢⴰ) es una  provincia de Marruecos, hasta 2015 parte de la región de Doukkala-Abda y actualmente de la de Marraqués-Safi. Tiene una superficie de 3.000 km² y 251.943 habitantes censados en 2004. La capital es Youssoufia.
Sus principales atractivos turísticos son la reserva real de Gacelas, el lago Zima, la región Hmmer y la mezquita y el mausoleo de Sidi Chiker.

## Composición
Está formada por dos municipios y nueve comunes rurales:
- Youssoufia
- Echemmaia
- Ighoud
- Esbiaat
- Lakhoualqa
- Ras El Ain
- Atiamim
- El Gantour
- Jdour
- Jnane Bouih
- Sidi Chiker